# Putnikovo
Putnikovo (en serbe cyrillique : Путниково ; en hongrois : Torontálputnok) est un village de Serbie situé dans la province autonome de Voïvodine. Il fait partie de la municipalité de Kovačica dans le district du Banat méridional. Au recensement de 2011, il comptait 203 habitants.

## Démographie

### Évolution historique de la population
| 1948 | 1953 | 1961 | 1971 | 1981 | 1991 | 2002 | 2011 |
| ---- | ---- | ---- | ---- | ---- | ---- | ---- | ---- |
| 188  | 181  | 436  | 375  | 307  | 260  | 243  | 203  |

|  |